# استفان دومونت
استفان دومونت (انگلیسی: Stéphane Dumont؛ زادهٔ ۶ سپتامبر ۱۹۸۲) بازیکن فوتبال اهل فرانسه است.
از باشگاه‌هایی که در آن بازی کرده‌است می‌توان به باشگاه فوتبال لیل و باشگاه فوتبال موناکو اشاره کرد.